# لادها سنگ‌والا
لادها سنگ‌والا (به انگلیسی: Ladha Singhwala) یک روستا در پاکستان است که در پنجاب واقع شده‌است. لادها سنگ‌والا ۱۷۸ متر بالاتر از سطح دریا واقع شده‌است.